# Покрет отвореног кода
Покрет отвореног (изворног) кода се често сматра изданком покрета слободног софтвера који заступа софтвер отвореног кода као алтернативну ознаку за слободни софтвер, дајући првенство прагматичним уместо филозофским разлозима. Неки од његових оснивача се позивају на дубље историјске корене, посматрајући ширу историјску слику покрета и заступајући тезу да стварни почеци значајно претходе термину отворени (изворни) код, пратећи их до „народних“ обичаја раних ARPANET и Јуникс заједница и раних хакерских група као што је то био Tech Model Railroad Club.
Покрет је формално започет 1998. године од стране Џона Хола (John „maddog“ Hall), Лерија Огастина (Larry Augustin), Ерика Рејмонда, Бруса Перенса и других. Рејмонд је појединац којег људи вероватно највише идентификују са покретом; он је био (а и даље остаје) самопроглашени главни „теоретичар“ покрета, мада не тврди и да га води у било ком ексклузивном смислу. Покрет отвореног кода је „усмераван“ од стране лабавог колегијума „старешина“ који укључује Рејмонда и друге суосниваче, као и неке познате личности покрета, међу којима су Линус Торвалдс, Лери Вол и Гвидо ван Росум.